# 市場前站
35°38′45″N 139°47′07″E / 35.6459°N 139.7854°E
市場前站（日语：／ Shijōmae eki */?）是位於日本東京都江東區豐洲，屬於東京臨海新交通臨海線（百合鷗）的車站。車站編號是U 14。本站的站名源自於取代築地市場所新建的豐洲市場。

## 歷史
- 2005年（平成17年）4月28日 - 正式站名決定為市場前站（臨時名稱：豐洲(1)站）。
- 2006年（平成18年）3月27日 - 開業。
- 2018年（平成30年）10月11日 - 站名所指的豐洲市場啟用。

## 車站構造

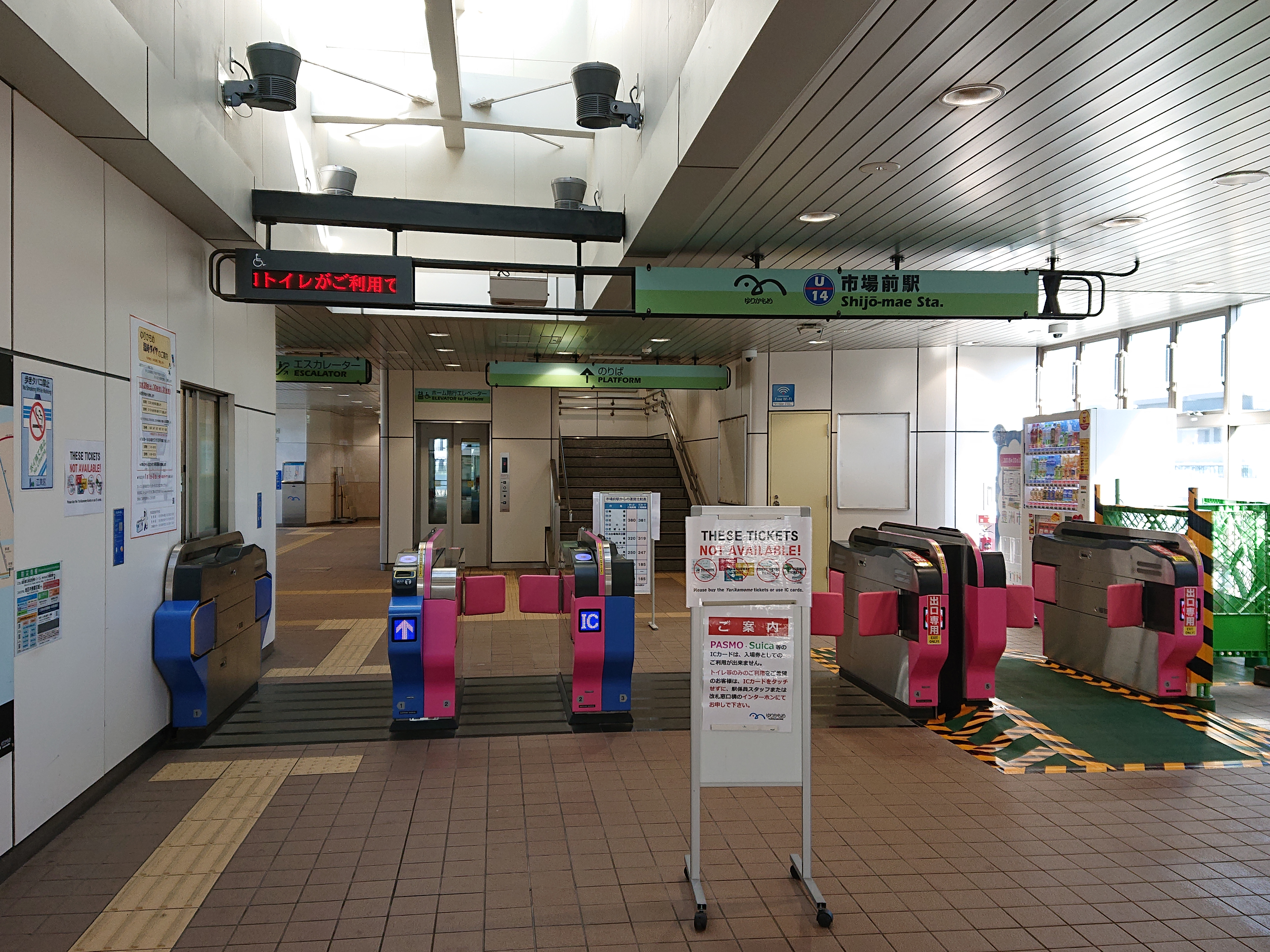
驗票閘口（2019年1月）

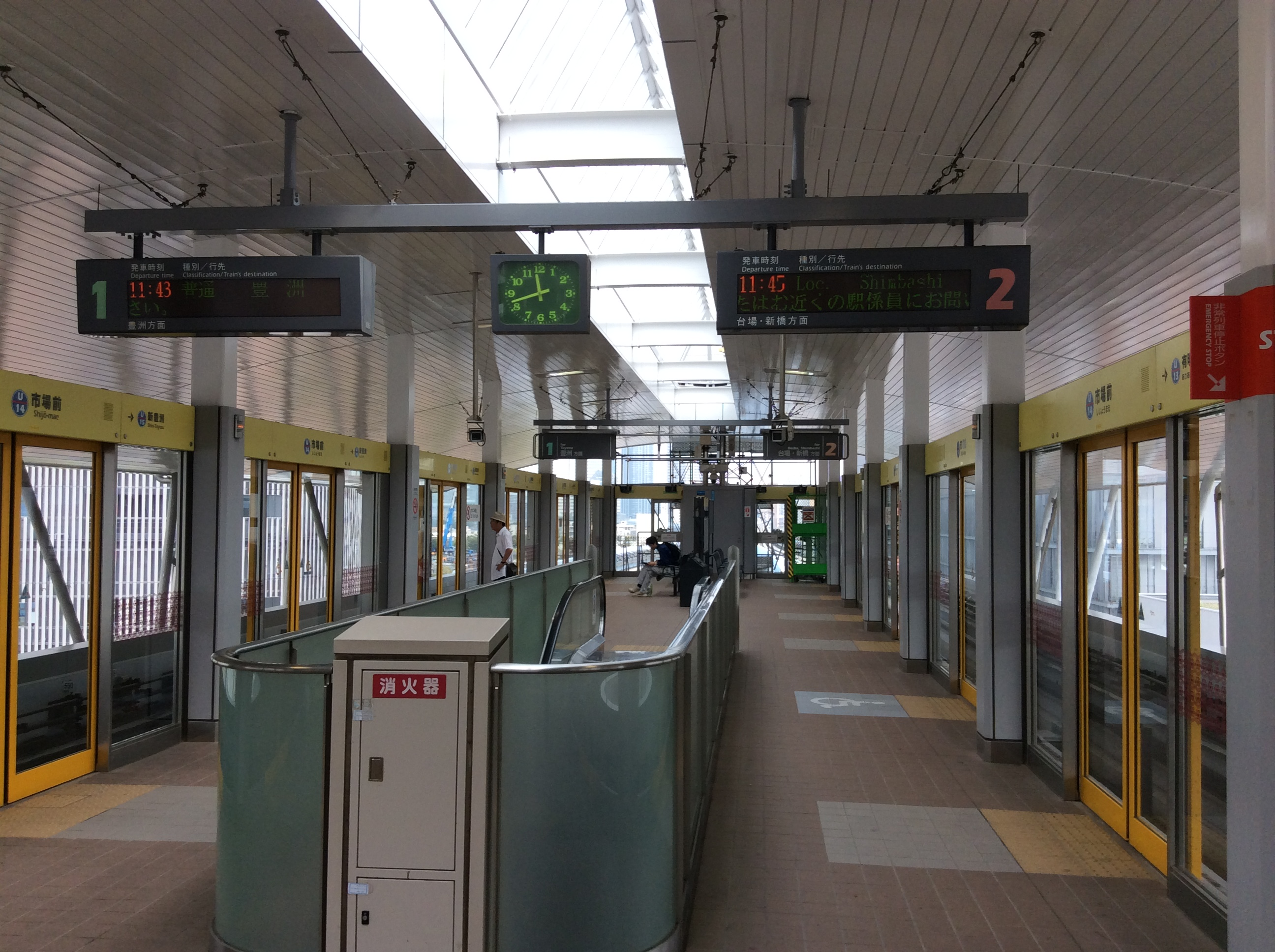
月台（2016年9月）

本站為島式月台1面2線的高架車站。

### 月台配置
| 月台 | 路線   | 目的地                     |
| ---- | ------ | -------------------------- |
| 1    | 百合鷗 | 豐洲方向                   |
| 2    | 百合鷗 | 有明、青海、台場、新橋方向 |

## 利用狀況
各年度的使用人數如下表。在豐洲市場開業之前，由於車站週圍沒有其他設施，因此直至2014年度為止，是東京23區的所有旅客車站中最低的上車人次。
| 年度               | 上車人次 | 下車人次 | 來源   |
| ------------------ | -------- | -------- | ------ |
| 2005年（平成17年） | 1        | 2        | [ 1 ]  |
| 2006年（平成18年） | 8        | 8        | [ 2 ]  |
| 2007年（平成19年） | 9        | 13       | [ 3 ]  |
| 2008年（平成20年） | 10       | 10       | [ 4 ]  |
| 2009年（平成21年） | 11       | 11       | [ 5 ]  |
| 2010年（平成22年） | 9        | 9        | [ 6 ]  |
| 2011年（平成23年） | 8        | 7        | [ 7 ]  |
| 2012年（平成24年） | 20       | 19       | [ 8 ]  |
| 2013年（平成25年） | 27       | 27       | [ 9 ]  |
| 2014年（平成26年） | 105      | 104      | [ 10 ] |
| 2015年（平成27年） | 488      | 498      | [ 11 ] |
| 2016年（平成28年） | 285      | 294      | [ 12 ] |

## 相鄰車站
百合鷗
 東京臨海新交通臨海線（百合鷗）
有明網球之森（U 13）－市場前（U 14）－新豐洲（U 15）

## 腳注
1. ↑  .   [2017-05-18]. （原始内容存档于2017-07-29）.
2. ↑  .   [2017-05-18]. （原始内容存档于2017-07-29）.
3. ↑  .   [2017-05-18]. （原始内容存档于2017-07-29）.
4. ↑  .   [2017-05-18]. （原始内容存档于2017-07-29）.
5. ↑  .   [2017-05-18]. （原始内容存档于2016-03-26）.
6. ↑  .   [2017-05-18]. （原始内容存档于2016-03-27）.
7. ↑  .   [2017-05-18]. （原始内容存档于2016-03-25）.
8. ↑  .   [2017-05-18]. （原始内容存档于2016-03-27）.
9. ↑  .   [2017-05-18]. （原始内容存档于2016-03-22）.
10. ↑  .   [2017-05-18]. （原始内容存档于2017-07-30）.
11. ↑  .   [2017-05-18]. （原始内容存档于2018-11-09）.
12. ↑  .   [2019-02-20]. （原始内容存档于2019-05-02）.

## 外部連結
- 市場前站 （页面存档备份，存于） - 百合鷗